# Aage Larsen
Aage Larsen (danès: Aage Ernst Larsen)  (Søborg, 3 d'agost de 1923 - Fredensborg, 31 d'octubre de 2016) fou un remer danès que va competir durant les dècades de 1940 i 1950.
El 1948 va prendre part en els Jocs Olímpics de Londres on, fent parella amb Ebbe Parsner, guanyà la medalla de plata en la prova de doble scull del programa de rem. Quatre anys més tard, als Jocs de Hèlsinki, quedà eliminat en sèries en la mateixa prova.
En el seu palmarès també destaquen dues medalles d'or al Campionat d'Europa de rem, el 1949 i 1950 i quatre títols nacionals.